# Fadilou Seck
Fadilou Seck (Dakar, 13 ottobre 1997) è un cestista senegalese di formazione italiana.

## Carriera
Fadilou Seck è nato in Senegal ed all'età di tre anni si è trasferito in Italia. Si è avvicinato al mondo della pallacanestro a 14 anni nel settore giovanile del Basket Ravenna Piero Manetti con cui ha successivamente debuttato in Serie A2 a soli 17 anni. Una parentesi in serie B (stagione 2017/18) presso la Nuova Pallacanestro Olginate gli consente di accumulare presenze ed esperienza. L'avventura di Fadilou Seck a Ravenna si conclude nel 2020, anno in cui firma per la Lions Bisceglie. Una stagione presso la Pallacanestro Crema ed una (la stagione 2022/23) in serie B con la Vigor Matelica, sono fra le esperienze di maggior rilievo nell'ambito del panorama cestistico italiano. Nel 2023 firma un contratto con la New Basket Brindisi per la stagione 2023/24 per la sua prima esperienza in Serie A. Per la stagione 2025/26 veste i colori biancoblu della Dinamo Sassari.

### Nazionale
Fadilou può vantare anche tre convocazioni ai raduni della Nazionale Italiana Under20.